# Google Scholar

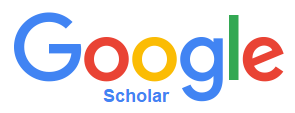
Logo wyszukiwarki

Google Scholar (GS) – darmowa, specjalistyczna wyszukiwarka internetowa amerykańskiej spółki Google Inc. służąca do przeszukiwania bazy danych zawierających publikacje naukowe z różnych dziedzin.

## Historia
Serwis został uruchomiony w wersji beta w listopadzie 2004 roku. Google Scholar zawiera w swej bazie danych głównie dostępne online artykuły naukowe udostępniane przez największe na świecie wydawnictwa. GS spełnia rolę podobną do innych darmowych serwisów tego typu: Scirus (wydawnictwa Elsevier), CiteSeer i getCITED, a także dostępnych za opłatą Scopus (Elsevier) i Web of Science (Thomson ISI). Jednak Google Scholar twierdzi, że w jego bazie danych jest więcej czasopism naukowych w większej liczbie języków.

## Algorytm rankingowy
Większość akademickich baz danych i wyszukiwarek pozwala użytkownikom na szukanie według jednego czynnika (np. licznik cytatów, istotność, data publikacji), aby ocenić rezultat. Google scholar ocenia rezultat według złożonego algorytmu rankingowego, w którym pod uwagę brany jest każdy z wyżej wymienionych czynników. Najbardziej znaczącym czynnikiem jest licznik cytatów i słowa w tytule dokumentu. Konsekwencją tego jest to, że często pierwszym wynikiem wyszukiwania jest często cytowany artykuł. Jedną z wad takiego podejścia jest tzw. efekt św. Mateusza – cechuje się on tym, że nowe artykuły, mimo tego że są bardziej aktualne, nie mogą wystąpić na wysokich pozycjach w wyszukiwarce, ponieważ z racji tego, że ich data publikacji jest „świeża”, liczba cytowań tego artykułu jest mała.